# Oratorij svetega Bernardina, Perugia
Oratorij svetega Bernardina stoji v Perugii, na trgu svetega Frančiška, poleg bazilike San Francesco al Prato. Znamenita je fasada v občutljivi večbarvni obliki, prekrita z reliefi Agostina di Duccia, zaradi česar je eden najpomembnejših primerov renesančne umetnosti v mestu.

## Zgodovina
V čast Bernardinu Sienskemu, ki je pogosto hodil v mesto pridigat kar na trgu pred frančiškansko baziliko, je bil oratorij dokončan leta 1452. Okrasitev pročelja sega v leto 1457-1461.

## Opis

### Fasada
Največji primer renesančne umetnosti v Perugii, oratorij, ima elegantno polikromno fasado z zelo finimi reliefi (v stiacciato); barva in učinki chiaroscúro so pridobljeni iz polikromnih marmorjev in modrih plasti lapis lazulija in zlata, slednjega danes ni več.
Arhitekturna zgradba je vzeta iz cerkve Sant'Andrea v Mantovi Leona Battiste Albertija, toda tukaj je skulptura protagonist, arhitektura pa njen vsebnik. Ikonografska tema je Slava sv. Bernardina.
Dvokapno pročelje je uokvirjeno z dvema stranskima pilastroma, ki podpirata pediment, od katerih ima vsak dva tabernaklja. V srednjem prostoru je dvojni portal, nad katerim je velika luneta, ki deluje kot slavolok.
Izhajajoč iz teh arhitekturnih elementov je urejena kiparska dekoracija Agostina di Duccia, s prevlado reliefov in zelo valovitih draperij figur.
San Bernardino, sveti mirotvorec peruških bojev, je postavljen v mandorli v središče slavoloka, ki prikazuje Vzpon v nebesa med glasbeniki angeli in kerubi. Nosi trigram JHS, vstavljen v sonce, ker je sinonim za svetlobo. V timpanonu je Kristus blagoslovlja, obkrožen z angeli in kerubi. Nad njim je napis AVGVSTA PERVSIA MCCCCLXI (datum dokončanja gradnje). V tabernakljih na štirih vogalih so v krogu skulpture: na vrhu Nadangel oznanja in Oznanjenje; pod zavetnikoma mesta: Sant'Ercolanom in frančiškanom San Ludovico da Tolosa. Obkroženi z angeli, ki igrajo na vse vrste inštrumentov, ki jih kritiki štejejo za umetnikovo mojstrovino – Predstavljeni so tudi na straneh vhoda, ob straneh in na sprednji strani vratnih podbojev je dvanajst veličastnih reliefov, ki predstavljajo šest alegorij vrlin, nad vsakim od njih pa skupina angelov glasbenikov.
Na podnožju postavljeni grbi peruškega grifina kažejo na sodelovanje mesta pri gradnji. Nad dvojnim portalom poteka arhitrav, razdeljen na pet plošč, ki nosijo podpis: OPUS AUGUSTINUS FLORENTINUS LAPICIDA. Tu so navedeni slavni svetnikovi čudeži, na osrednji plošči pa je upodobljeno sežiganje orožja in drugih demonskih instrumentov oziroma kres nečimrnosti, ki je sledil svetnikovi pridigi.

### Notranjost
Notranji prostor prekrivajo zašiljeni križni oboki nad eno ladjo, razdeljeni na tri obočne pole. Na desni steni je zastava sv. Frančiška iz San Francesco al Prato, avtorjev Benedetta Bonfiglija in Mariana d'Antonia, naslikana za pregon kuge in nosi datum 1464. Predstavlja Madonno della Misericordia ali delle Grazie in svetnike z razgledom mesta. Na desni steni je tudi Polaganje v grob Orazia Alfanija (16. stoletje), starejša kopija slavnega Rafaelovega Polaganje v grob, prav tako prihaja iz San Francesco al Prato.
Oltar je pridobljen iz ponovno uporabljenega zgodnjekrščanskega sarkofaga iz 4. stoletja, v katerem so bili posmrtni ostanki blaženega Egidija, spremljevalca sv. Frančiška. Gre za tipičen "stebrast" sarkofag, sprednji del je prekinjen z nišami s figurami v notranjosti. Pripisan isti delavnici kot znameniti sarkofag Giunia Bassa v Vatikanskih jamah; v središču je Kristus na prestolu, med personifikacijo Eklezije in apostolov; pokrov je okrašen s prizori iz Stare zaveze: zlasti z Noetovo in Jonovo skrinjo , simbolom smrti in ponovnega rojstva. Prej je bil v kripti sosednje cerkve sv. Frančiška. V središču nasprotne stene je leseno Razpelo Eusebia Bastionija iz leta 1550. V prvem oboku na levi, vzidan v steno, je nagrobnik Angela del Toscana, generala in ustanovitelja oratorija. Ob vhodnih vratih sta dve sodobni deli: Sv. Anton Padovanski, lesena skulptura Artemia Giovagnonija (1959), in Brezmadežna, bronasti kip Benedetta Ravazzija (1961).
V zakristiji oratorija je grob pravnika Bartola di Sassoferrata, ki je umrl leta 1357 iz cerkve San Francesco.

### Oratorij svetih Andreja in Bernardina ali pravice
V zadnji steni za oltarjem dvojna vrata vodijo v oratorij svetih Andreja in Bernardina, zgrajen v 16. stoletju, z dokazi tudi o naslednjih treh stoletjih. To je bil drugi sedež bratovščine pravičnosti, katere namen je bil pomagati obsojenim na smrt, od tod drugo ime Oratorij pravičnosti.
Izrezljan in pozlačen kasetiran strop sega v leto 1582; polikromirana marmorna tla in sedeži iz oreha so iz let 1817-18. V oltarju z rezbarijami iz 17. stoletja je bila Gonfalone della Giustizia, ki je trenutno v Narodni galeriji Umbrije. Delo je zamenjalo platno Gaetana Lapisa, ki prikazuje Devico z otrokom s svetimi Janezom Krstnikom, Andrejem in Bernardinom. Na stenah je deset dragocenih slik 18. stoletja, neoklasicističnih umetnikov (Marcello Leopardi, Vincenzo Ferreri, Carlo Labruzzi, Teodoro Matteini) pripoveduje epizode iz življenja svetih Bernardina, Andreja in Janeza Krstnika. Povsod naokoli tečejo girlande iz štukature s cvetjem in arabeskami iz leta 1784.
Triptih, pripisan Sante Apolloniu del Celandru in Bartolomeu Caporaliju (15. stoletje), ohranjen v Narodni galeriji Umbrije, je pripadal bratovščini.
Po državnem premoženju sta oratorija v lasti občine Perugia, a ju upravljajo manjši konventualci.

## Že v San Bernardinu
- Delavnica iz leta 1473, Zgodbe iz San Bernardina, pri katerih je sodeloval Perugino; danes v Narodni galeriji Umbrije v Perugii
- Benedetto Bonfigli, prapor San Bernardina (1465), zdaj v Narodni galeriji Umbrije.